# Peter Tordenskjold
Peter Tordenskjold alternativt Peter Tordenskiold (före adlandet Peter Jansen Wessel), född 28 oktober 1690 i Trondheim, död 12 november 1720 i Gleidingen nära Hildesheim, var en norsk sjömilitär verksam i den danska kungliga flottan under det stora nordiska kriget.

## Biografi

### Uppväxt och tidig karriär
Tordenskjold var son till rådmannen Johan Wessel, men sattes på grund av olydnad i lära som skräddare och senare barberare. När Fredrik IV 1704 var på besök i Trondheim lyckades Tordenskjold utan föräldrarnas vetskap följa med kungens svit till Köpenhamn, där han 1706 antogs som navigationsstudent.
När han varit ett par år i Köpenhamn och fyllt 15 år skaffade han sig tillfälle att komma till sjöss med ett kungligt handelsfartyg som skulle föra slavar från Guineakusten till de danska besittningarna i Västindien. Kaptenen på fartyget var mycket nöjd med honom och förklarade att "det i sinom tid skulle bli en stolt sjöman av honom, eftersom han liksom av naturen var skapad för havet och i de hårdaste oväder alltid varit den muntraste ombord och den förste att klättra i tågverket". Det var efter återkomsten från denna långtur som han blev antagen till sjökadett, och i den egenskapen fick han göra en långtur till Ostindien.

### Militära succéer i stora nordiska kriget
Efter resor över hela världen återkom han 1710 som kadett till Norge och deltog då i det nyss utbrutna stora nordiska kriget, till en början som befälhavare ombord på den tvåmastade snaubriggen Ormen. 1712 fick han befäl över Lövendals galej, med 18 kanoner, och följde den dansk-norska flottan under Gyldenlöve i handlingar mot den svenska i Östersjön, där han utmärkte sig vid sänkningen av ett antal svenska transportfartyg utanför Rügen den 29 september. I oktober 1712 utnämndes han till kaptenlöjtnant. Han deltog i slaget vid Kolbergerheide i april 1715, och fick därefter befäl över den svenska fregatten Vita Örn, med 30 kanoner, som han själv varit med om att erövra vid slaget. Tack vare skicklighet, våghalsighet och goda förbindelser upphöjdes han i februari 1716 till det adliga ståndet med namnet Tordenskjold.
Tordenskjolds största militära framgång var den danska flottans seger över den svenska flottan 8 juli 1716 i slaget vid Dynekilen, en seger som allvarligt minskade Karl XII:s möjligheter att erövra Norge. Kvällen före slaget hade Tordenskjold av ett par fiskare fått veta att en del officerare från de svenska fartygen hade gått i land för att vara med på ett bröllop och att den svenske eskaderchefen, Olof Strömstierna, hade fest för de andra ombord på sitt amiralsskepp. Tordenskjold tog tillfället i akt. På morgonen den 8 juli lättade han ankar och styrde in i viken. Visserligen var de svenska krigsfartygen 13 till antalet och Tordenskjolds endast 7, men två av dessa var stora fregatter medan den svenska eskadern bestod av endast medelstora och små fartyg. Och i fråga om artilleri var Tordenskjold minst dubbelt överlägsen. Svenskarna försökte till sist snuva Tordenskjold på bytet genom att sätta skeppen i brand eller sätta dem på land. Tordenskjold lyckades dock i de flesta fall hindra detta, trots att hans fartyg besköts av 500–600 man fotfolk som låg posterade runt viken. Han erövrade totalt 14 krigs- och transportfartyg från svenskarna med nästan hela det förråd av vapen och ammunition som var avsett för Karl XII:s belägring av Fredrikstens fästning. Tre fartyg hade svenskarna bränt, och fyra hade de lyckats sänka. Tordenskjold fick nu hjältestatus bland norrmännen och belönades av den danske kungen med den efterlängtade kommendörsgraden. Samma år blev han chef för Kattegatteskadern.
Efter det misslyckade anfallet mot Strömstad fick Tordenskjold order att inställa sig hos Fredrik IV i Köpenhamn. Han gick ombord på ett litet fartyg och tog med sig alla de dyrbarheter han lagt sig till med under sitt kaparliv. Dessutom medförde han två levande vargar och en tam norsk björn. I Kattegatt råkade Tordenskjold ut för en svensk kapare som var betydligt större och kraftigare bestyckad än hans eget fartyg. Tordenskjolds träffsäkerhet som skytt kom honom nu väl till pass. Hans folk laddade gevären åt honom, varpå han sköt ned eller sårade den ene fienden efter den andre och till sist även kaparkaptenen. Då upphörde striden. Tordenskjolds vargar hade också blivit skjutna, men björnen klarade sig. 
När Tordenskjold efter striden lagt sig för att vila strandade fartyget på Skånes kust, nära Kullen. Själv räddade han sig över till Själland med två man i en liten julle, men den övriga besättningen jämte hans dyrbara bagage föll i fiendens händer. Även björnen blev svensk krigsfånge. Alltsammans fördes till Karl XII:s högkvarter i Lund. Den svenske kungen behandlade Tordenskjolds tjänare vänligt, återgav dem friheten och sände med dem en hälsning till deras herre. Björnen avlivades dock eftersom den betedde sig bestialiskt.
Tordenskjold tackade i ett brev till Karl XII sitt för den "generösa nåd" den svenske kungen visat honom och bad också om att återfå det tagna godset. Om Karl ville uppfylla denna önskan skulle det enligt Tordenskjold visa att han satte värde på "en mot sin konung trogen tjänare och ärlig soldat, bland vilkas tal jag med tiden hoppas få bliva räknad". Det strandade godset värderades till 300 000 riksdaler, men Karl XII gick med på att lämna tillbaka det. Innan Karls befallning hunnit utföras hade dock kungen stupat, och sedan föll saken i glömska. 
I Köpenhamn lät Fredrik IV vid deras första sammanträffande Tordenskjold veta att attacken på Strömstad varit oacceptabel, och fråntog sin forne gunstling befälet över Nordsjöeskadern. Men Tordenskjold gav sig inte utan lyckades få saken undersökt av krigsrätt. Domstolens utslag blev så långt ifrån fällande att det i stället gick ut på att Tordenskjold gjort sitt bästa och snarare förtjänat åtal om han underlåtit angreppet på Strömstad. Nu erhöll han i stället kommandot på ett skepp tillhörande danska Östersjöflottan. Oluf Budde blev 1718 Tordenskjolds flaggkapten.

### Nya strider på svenska västkusten
Tordenskjold förde i slutet av 1718 en transportflotta med trupper över till Norge. När han kom till Moss fick han höra att Karl XII stupat, och beslutade sig för att bli den förste att meddela kung Fredrik IV nyheten. Han reste först till Kristiania, där han fick det bekräftat av ståthållaren att Karl XII verkligen var död, och drog sedan vidare till Köpenhamn. På kvällen den 17 december ankrade Tordenskjolds fartyg på Köpenhamns redd och han for direkt upp till slottet, där han gav dödsbudet till Fredrik IV. Som belöning befordrades han, vid 27 års ålder, till konteramiral. I april 1719 hissade han för första gången sitt befälstecken som eskaderchef, och den 7 samma månad ankrade hans flotta, till svenskarnas stora överraskning, utanför Nya Älvsborgs fästning. Från den dagen höll han för lång tid framåt Göteborg blockerat, genomförde kapningar och kunde sända värdefulla laddningar till Köpenhamn.

#### Anfallet mot Marstrand
Tordenskjold erövrade Marstrand den 25 juli 1719. En dag i början av juli uppenbarade han sig med sin flotta vid Marstrand, där flera svenska krigsfartyg låg i hamnen. Genom en svensk präst hade han tidigare skaffat sig noggranna underrättelser om förhållandena i staden och visste att Karlstens fästning hade en svag besättning, av vilken majoriteten utgjordes av före detta sachsiska krigsfångar. Tordenskjold hade också med egna ögon förvissat sig om hur det stod till genom att besöka staden och gå ombord på de svenska örlogsfartygen förklädd till svensk fiskare. När allt var förberett öppnade Tordenskjold eld mot fästningen både från Koön mitt emot och från krigsfartyg, med påföljden att han blev herre över staden och hamnen. Svenskarna sköt själva grundskott i de fem linjeskepp och övriga fartyg som låg i hamnen, men Tordenskjold lyckades bärga ett av linjeskeppen och fyra andra fartyg. Därmed hade svenskarna förlorat alla de sjögående örlogsfartyg som de skulle ha kunnat uppträda med i Kattegatt.
Genom en förklädd spion, som smög sig fram till fästningsvallarna och lyssnade på soldaternas samtal, fick Tordenskjold veta att dessa hade ledsnat på att försvara sig. Han smugglade då in en skrivelse i fästningen i vilken han lät besättningen veta att motstånd i längden var gagnlöst mot hans övermakt. Han utlovade också en belöning åt var och en av försvararna som försökte övertala kommendanten Henrich Danckwardt att undvika onödig blodsutgjutelse. Tordenskjold begagnade sig även av kommendantens kvinnliga släktingar och vänner för att få honom att inse fördelen av att ge sig. Till sist skrev han själv till Danckwardt, påstod att han väntade en förstärkning på 20 000 man och erbjöd sin motståndare att skicka en officer ned till staden så att denne med egna ögon skulle få förvissa sig om hur stark belägringsarmén var. Officeren, en svensk kapten, kom och blev gästfritt mottagen och undfägnad. Därefter fördes han av Tordenskjold och hans officerare omkring i staden från gata till gata. Överallt såg han krigsfolk i olika uniformer stå uppställda. Det var dock egentligen samma manskap som fördes omkring, kläddes om och ställdes upp på olika platser. I själva verket var hela antalet inte mer än ett par hundra man, trots att den lurade svenske kaptenen uppskattade dem till ett tusental. På kvällen lät Tordenskjold angripa fästningen värre än någonsin, och ett styckeskott sprängde ett krutmagasin. Kommendanten sammankallade då ett krigsråd, och man beslöt att kapitulera mot fritt avtåg. Danckwardt dömdes efter den nesliga kapitulationen till döden och halshöggs.

#### Anfallet mot Nya Älvsborg
Efter Marstrand anföll Tordenskjold staden Göteborg. Han hade knappt hunnit erövra Karlsten innan han gav sina fartyg order att avsegla till Nya Älvsborg, och på kvällen den 21 juli 1719 började han bombardera fästningen. Kommentanten vid fästningen var för tillfället överstelöjtnant Johan Abraham Lillie, som förde befälet under den ordinarie kommendantens sjukdom och vistelse vid Medevi brunn. Tordenskjolds försök att genom medlare lura kommendanten att ge upp fästningen misslyckades. Lillie svarade bara att han ämnade försvara sig så länge han hade kulor och krut. Han och hans folk lovade också varandra att hellre dö än ge sig. En stor bräsch som danskarna skjutit i fästningen lät Lillie fylla med skanskorgar, och med sina kanoner tillfogade han Tordenskjolds fartyg stor skada. Fram på morgonen blev fartygen även utsatta för beskjutning från några kanoner i land, vilka överste Staël von Holstein med stora svårigheter lyckats få ditsläpade. Då uthärdade danskarna inte mer utan drog sig ur eldlinjen och upphävde belägringen efter en förlust av ett par hundra man. Tordenskjold fortsatte dock att hålla Göteborg blockerat och huserade med sina galärer i skärgården.
Natten till den 27 september gjorde Tordenskjold ett tredje och sista anfall på staden. Han upprepade nu sitt försök från år 1717 att i nattens mörker tränga sig förbi Älvsborg och överraska den eskader som låg i Nya varvets hamn därinnanför. Företaget lyckades denna gång bättre. Tre galärer och tio slupar av Tordenskjolds flotta lyckades, lastade med brandämnen, komma förbi såväl Nya Älvsborg som batterierna på stranden utan att på minsta sätt bli störda. Befälet på fästningen fördes inte längre av Lillie utan av den ordinarie kommendanten, överste Gustaf Gadde, som nu hunnit friskna till igen. Han hade dragit in den nattliga bevakningen med två patrullerande slupar som Lillie låtit anordna. Tordenskjolds båtar kunde därför landsätta en del av sitt folk vid Nya varvet. Han hade låtit soldaterna vända det blå fodret på sina röda vapenrockar utåt för att de skulle bli tagna för svenskar; och när de anropades av den svenska vakten svarade deras kapten: "Ni behöver inte ropa så högt, för vi äro goda vänner och ha en hop fångna jutar med oss." Han ville nu bara låta sitt folk värma sig ett tag och bad därför att få veta var vakten låg, påstod han. Posten, som var tysk och tillhörde ett sachsiskt regemente, reagerade inte på den brutna svenskan; och så kunde Tordenskjolds folk ta hela vakten till fånga. Under tiden hade manskapet i Tordenskjolds andra slupar förnaglat batteriernas kanoner och började varpa ut de svenska fartygen ur Nya varvets hamn. När Tordenskjold och hans huvudflotta kom fram till Nya varvet pågick alltjämt arbetet med att varpa ut fartygen. Danskarna lyckades dock bara få med sig ett av dem, de andra satte de eld på. Därefter rodde Tordenskjold och flotta ut ur hamnen utan förlust av en enda man.
Bravaderna i Marstrand och Göteborg ledde till att Tordenskjold utnämndes till viceamiral, 29 år gammal.

### Dödad i duell
Vid en resa till Hannover för att möta sin tilltänkta brittiska hustru, dödades Peter Tordenskjold 1720 i en duell på ett ängsområde kallat Sehlwiese strax utanför byn Gleidingen i närheten av staden Hildesheim i Hertigdömet Bremen på gränsen till Kurfurstendömet Hannover – omkring 15 km i syd-östlig riktning från staden Hannover. Detta efter ett bråk med Jacob Axel Staël von Holstein, en överste som tidigare hade varit i svensk och polsk tjänst.
Den 9 november 1720 var Tordenskjold på en bjudning hos kammarpresident baron von Görtz i Hannover. Där förolämpade han Staël von Holstein genom att antyda att denne var en falskspelare. von Holstein blev förnärmad och de båda männen började slåss. Slagsmålet avslutades med att von Holstein krävde upprättelse genom duell. Det bestämdes att de skulle mötas den 12 november i en by 15 km söder om Hannover som heter Laatzen. Klockan 5 på morgonen den 12 november blev Tordenskjold hämtad av sin för honom okände sekundant Münnichhausen. Det har tidigare bestämts att duellen skulle utkämpas med pistol men då Tordenskjölds kammartjänare Christian Nielsen Kold överlämnade pistolen sade sekundanten att det inte skulle bli någon duell eftersom Staël von Holstein hade åkt till Hamburg. Sekundanten hävdade dock att Tordenskjöld av formella skäl ändå måste åka till duellplatsen. Tordenskjöld och hans kammartjänare åkte i vagn och sekundanten red till häst till duellplatsen. Då de kom fram försvann sekundanten men återkom en stund senare med beskedet att Staël von Holstein fanns på plats och var redo att börja duellera. Tordenskjöld, som kommit till platsen utan sin pistol, fick därmed använda sin värja. Staël von Holstein var bättre rustad och hade en lång karolinervärja. Tordenskjöld träffades av en kraftig stöt som gick in under armen, träffade ryggraden och dödade honom.

## Folkhjälte och legend
Peter Tordenskjold är en stor hjälte och legend i Danmark och Norge. Många sägner – sanna som osanna – frodas om hans storhet, vilken framgår inte minst av att han besjungs i barnsånger, till exempel Jeg vil synge om en helt. I Danmark finns en förening vid namn Selskabet Danske Tordenskiold-venner, som bland annat firar hans födelsedag.

### Film
År 2016 hade den dansk-nordiska spelfilmen Tordenskjold & Kold biografpremiär. Filmen handlar om den rastlösa tiden efter det nordiska krigets slut och Tordenskjolds och hans trogne kammartjänares Christian Kolds resa till Hannover.

## Illustrationer

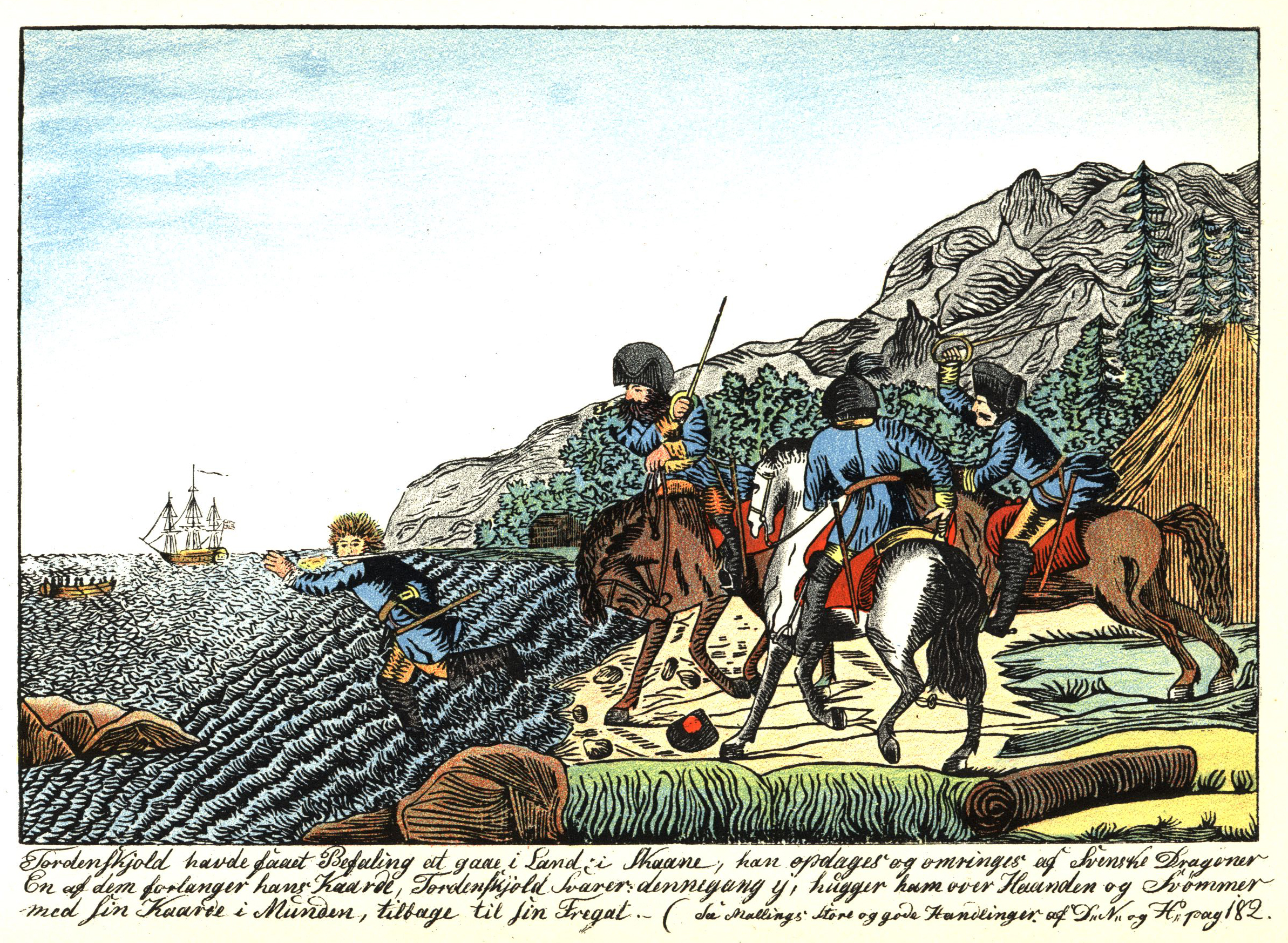
Tordenskjold på samtida danskt träsnitt med texten: "Tordenskjold havde faaet Befaling at gaae i Land i Skaane; han opdages og omringes af Svenske Dragoner. En af dem forlanger hans Kaarde, Tordenskjold Svarer: dennegang ej, hugger ham over Haanden og Svömmer med sin Kaarde i Munden, tilbage til sin Fregat."
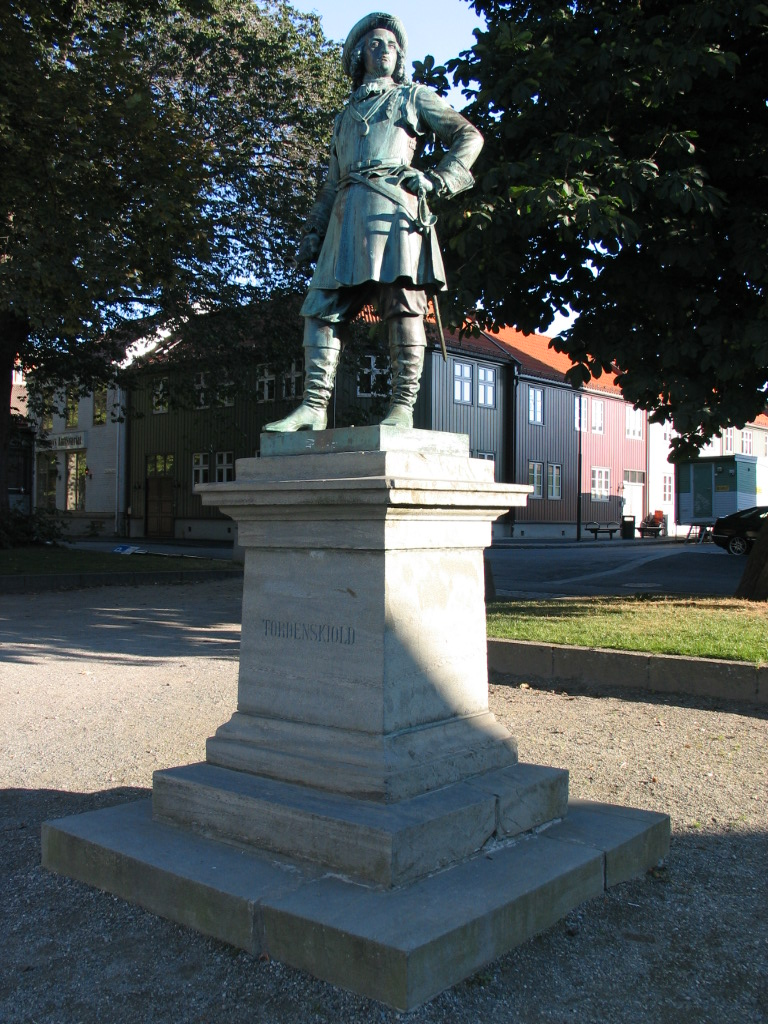
Staty i födelsestaden Trondheim.
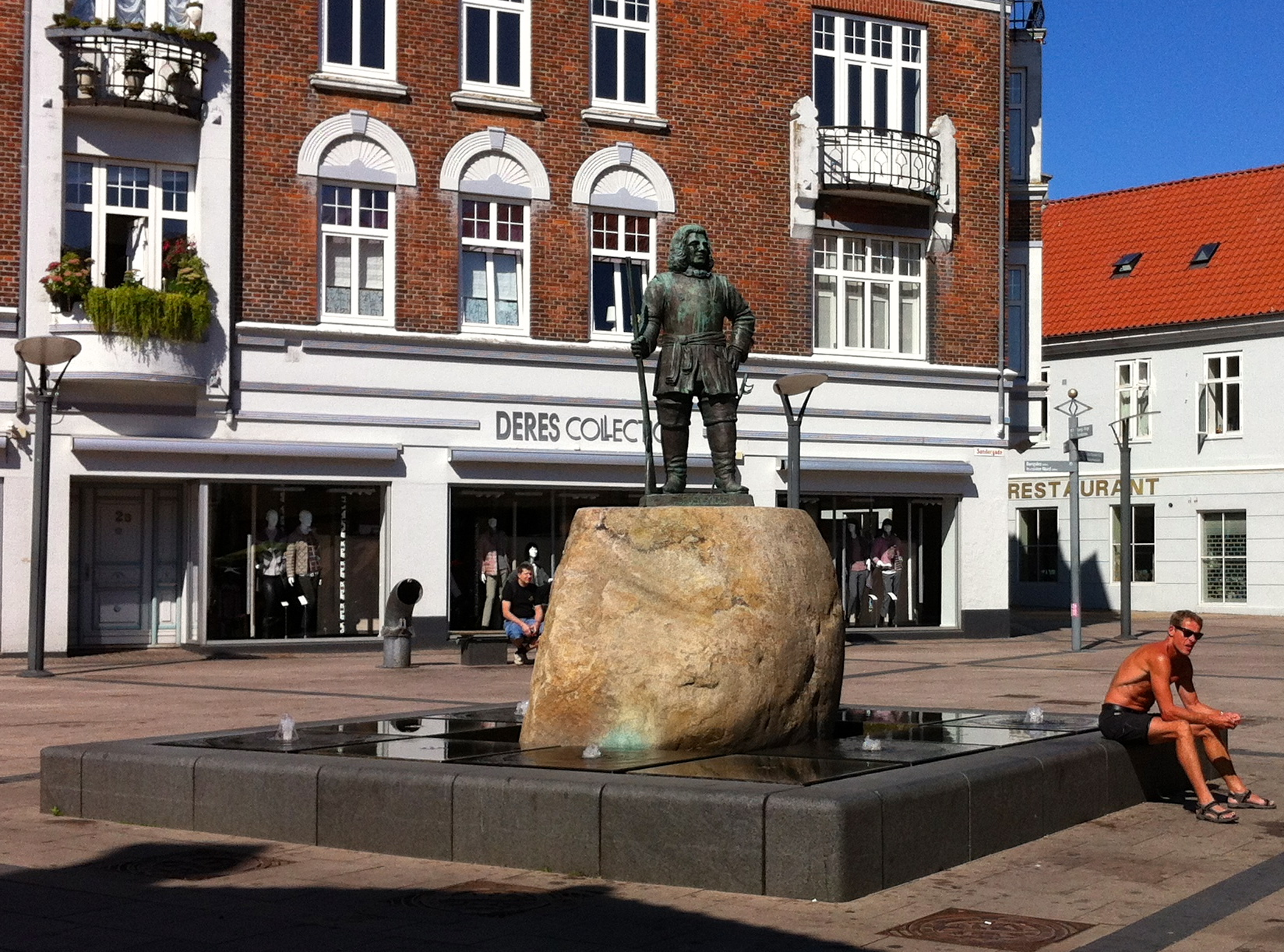
Staty på Fisketorvet i Fredrikshavn, utförd av Poul Erland (1990).